# Distretto di Ouled Mimoun
Il distretto di Ouled Mimoun è un distretto della provincia di Tlemcen, in Algeria.

## Comuni
Il distretto di Beni Boussaid comprende 3 comuni:
- Ouled Mimoun
- Beni Semiel
- Oued Lakhdar